# Église de la Croix des plaines à Seinäjoki
Pour les articles homonymes, voir Église de la Croix.
 (février 2024).
La Croix des plaines (en finnois : Lakeuden Risti) est une église située à Seinäjoki en Finlande.

## Description
L'église conçue par Alvar Aalto est construite de 1957 à 1959 et inaugurée en 1960.
Le bâtiment est situé dans le Centre Aalto à proximité de la mairie et de la bibliothèque municipale.
L'église est devenue très célèbre grâce à sa tour de clocher de 65 m de hauteur  que l'on voit de tout endroit de la ville.
Le bâtiment est sous la protection de la direction des musées comme le reste du Centre Aalto.
La direction des musées de Finlande a classé l'église et son paysage culturel dans les sites culturels construits d'intérêt national.

## Architecture
Les murs sont recouverts de briques finement crépies.
Le bas des murs est couvert d'un granite noir poncé.
La toiture est en cuivre.
La nef fait 47 mètres de long et a un volume de 17 000 m3. 
Le sol penche pour que le fond de la nef soit 60 cm plus élevé que l'avant.
La surface au sol totale du bâtiment est de 1 600 m2. 
La nef offre 1 200 sièges.

## Décoration intérieure
La décoration intérieure est de Alvar Aalto.
Les 82 bancs sont en pin rouge de Carélie du nord et ils sont cirés afin qu'ils conservent leur couleur.
Les lustres sont en laiton fabriqués par la société d'éclairage Viljo Hirvonen.
Les orgues à 53 jeux sont fabriquées en 1960 par la fabrique d'orgues de Kangasala, leur mécanisme est électropneumatique.
Le sol du chœur, la chaire, l'autel et les bancs des pasteurs sont en marbre blanc.
Les côtés de bancs épiscopaux et les agenouilloirs son en charme. Leurs cousins sont en cuir noir.

## Galerie

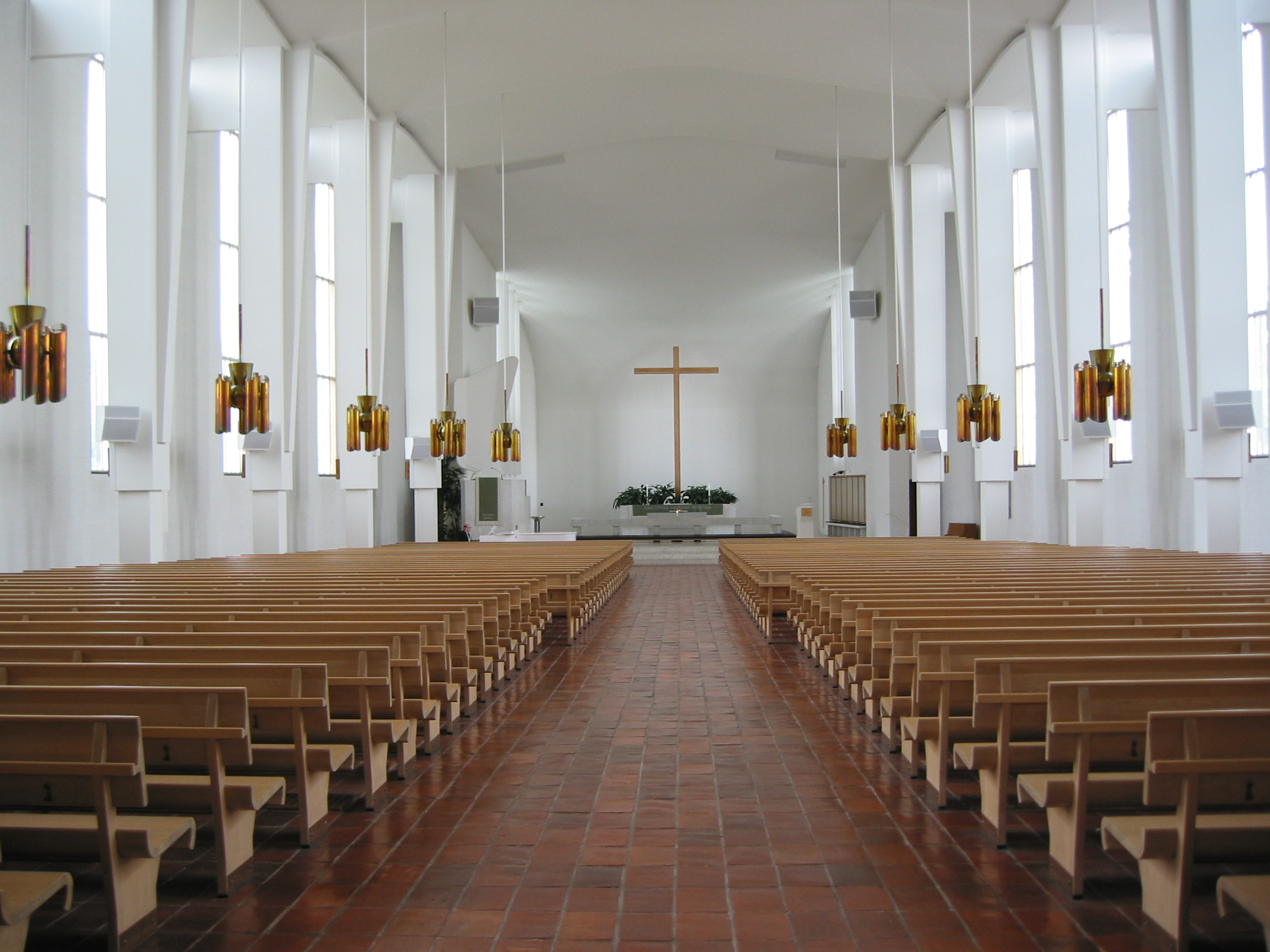
L'intérieur en direction de l'autel.
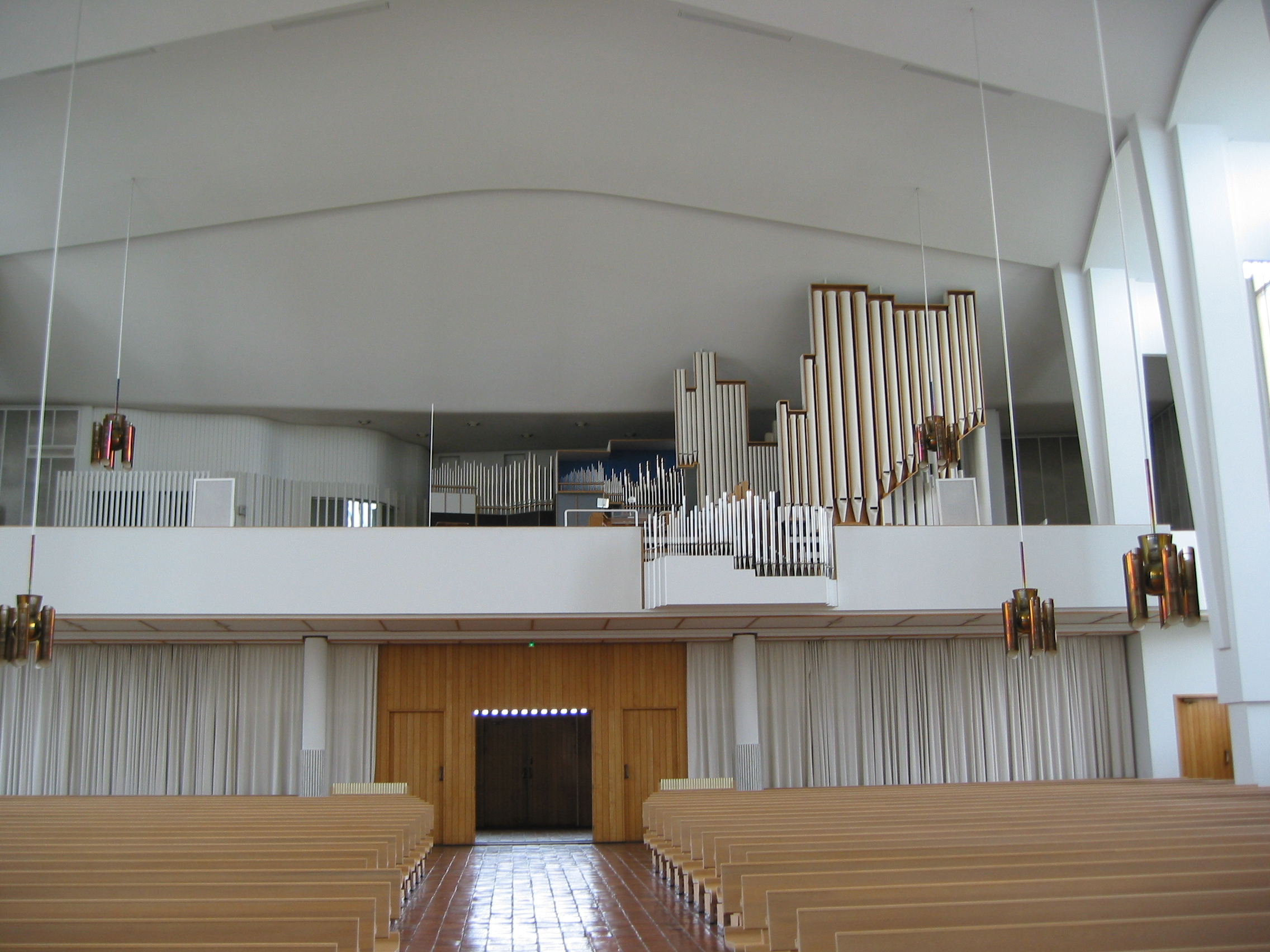
L'intérieur en direction de l'orgue.
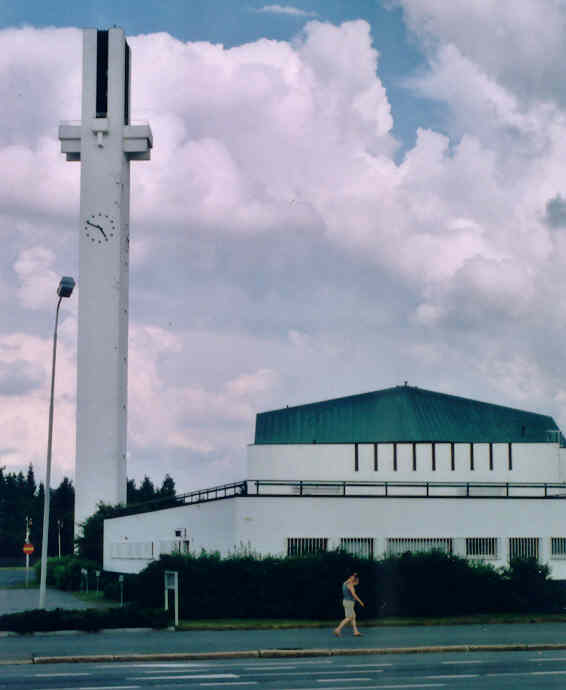
La Croix des plaines.
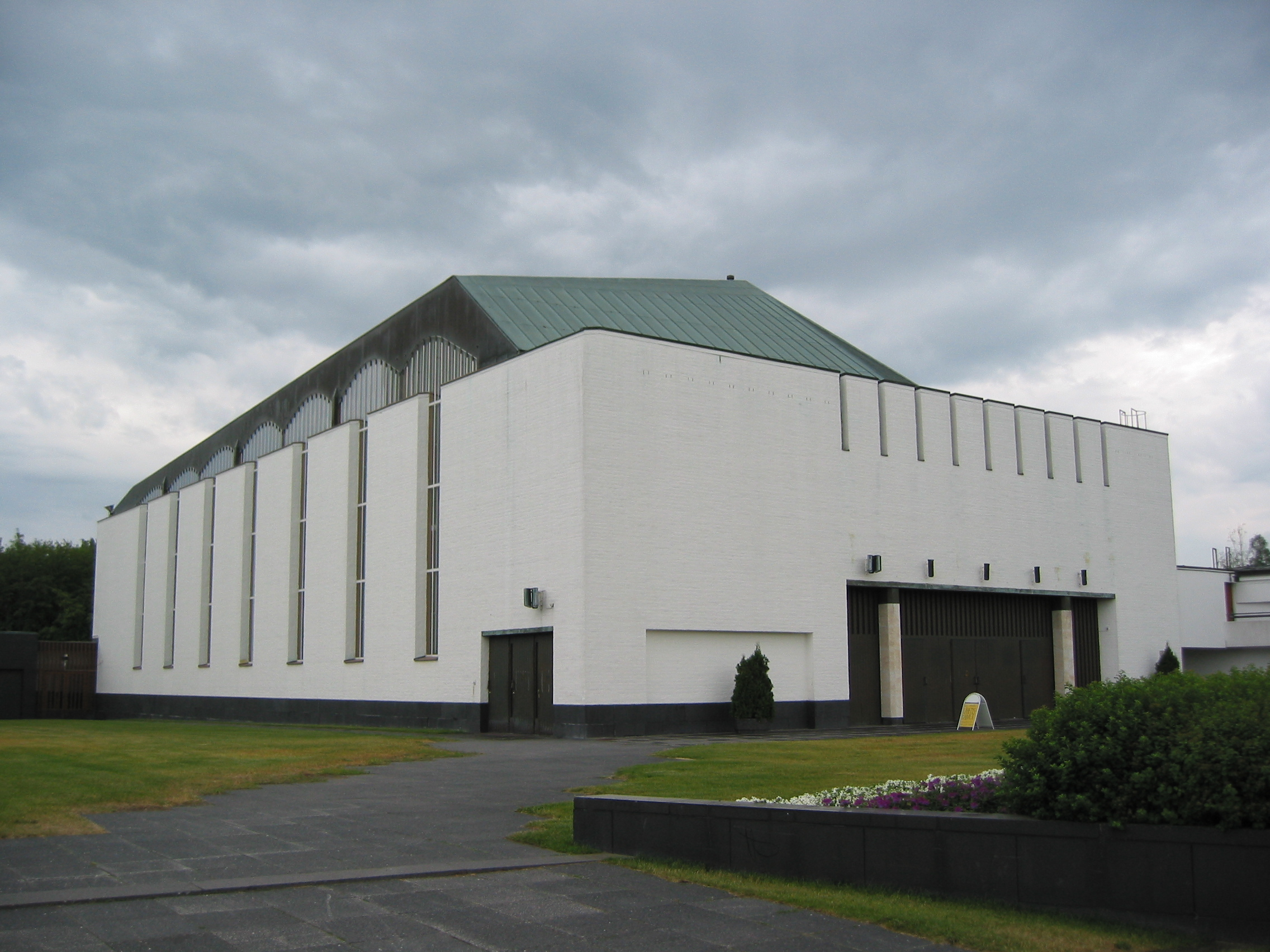
de plus près.